# Академічний літопис
Академічний літопис — пам'ятка білорусько-литовських літописів другої редакції і становить частину збірника кінця XVI століття. Зберігається в Рукописному відділі Бібліотеки Російської академії наук.

## Характеристика
Збірник в четвірку, папір в різних частинах різний, півустав з трьох почерків. Від палітурки зереглися дві різні дошки. П'ять філіграней в різних частинах літопису. У частині, що містить опубліковану літопис, філігрань — літера P з роздвоєним кінцем. Подібний знак у Миколи Лихачова датується 1534 роком. Нумерація аркушів сучасна олівцем у правому верхньому кутку аркушів. На нижньому полі є нумерація зошитів, зроблена літерами староцерковнослов'янського алфавіту, але зошити переплутані. Зошит 8-й на аркуші 157, 9-й на аркуші 147, 10-й на аркуші 165, 11-й на аркуші 173, 12-й на аркуші 181. На аркушах 1—146 тексти головним чином богослужбового змісту.
Текст літопису знаходиться на аркушах 147—182. Папір і почерк на цих аркушах однаковий, але відрізняється від попереднього, чорнило темно-коричневе. Верхній край аркуша 168 відірваний, верхні частини аркушів 181 і 182 засиджені мухами. Сильно попсовані аркуші 146—148.
Літопис починається зі слів: «Михаиловичь и сын его Феодорь розоимани быша по суставом» і закінчується словами: «Того же лета к великому князю Витовту». Далі має слідувати повідомлення про приїзд послів від великого князя московського Василя Дмитровича з пропозицією про видачу заміж Софії, дочки Вітовта.

## Дослідження
Збірник знайдений у Вологді Всеволодом Срезневським, описаний ним в 1903 році і в «Описі Рукописного відділу Бібліотеки Академії наук». Літопис надруковано в 1907 році в 17 томі «Полного собрания русских летописей».